# Рагнальд III (король острова Мэн)
Рёгнвальд (Рагнальд) III Олафссон — король острова Мэн (1164), сын Олафа I Годредарсона Рыжего, короля Мэна и Островов (ум. 1153).

## Биография
Отцом Рёгнвальда был Олаф I Рыжий, король Мэна и Островов (1112—1153). В 1153 году после гибели Олафа Рыжего королевский престол занял его старший сын Годред II Олафссон (1153—1158, 1164—1187), одержав победу над тремя своими двоюродными братьями.
Из-за своей самовластной политики Годред сделался непопулярным среди населения островов. Вскоре островные бароны вступили в союз с крупным шотландским феодалом Сомерлендом, лордом Аргайла (ок. 1100—1164). Сомерленд, имевший гэло-норвежское происхождение, был женат на Рагнхильде, внебрачной дочери короля Островов Олафа I и сестре Годреда II. В январе 1156 года в морском сражении Сомерленд одержал победу над флотом своего шурина, мэнского короля Годреда. Противники заключили соглашение между собой о разделе Королевства островов. Годред остался правителем Мэна, северной части Внутренних Гебрид и Внешних Гебрид, а Сомерленд и его сыновья получил во владение южные Внутренние Гебриды, Кинтайр и острова Клайд. В 1158 году Сомерленд стал королём острова Мэна, изгнав оттуда своего шурина Годреда.
В 1164 году король Островов Сомерленд погиб во время неудачной экспедиции в Шотландии. Согласно хроникам Мэна, воспользовавшись отсутствием Годреда Олафссона, власть на острове на короткий срок захватил его брат Рёгнвальд. В том же 1164 году Годред, вернувшийся из Норвегии с большим войском, отстранил от власти своего брата-узурпатора Рёгнвальда. Последний был схвачен, изувечен и ослеплен.